# Willis Edwards
Willis Edwards, född 28 april 1903 i Newton, Derbyshire, England, död 27 september 1988 i Leeds, var en engelsk professionell fotbollsspelare och manager. Edwards gjorde 444 matcher, 417 ligamatcher och 27 FA-cupmatcher, för Leeds United mellan 1925 och 1943, och utgjorde under 1930-talet en beryktad halvbackstrio tillsammans med Wilf Copping och Ernie Hart. Han gjorde även 16 landskamper för England.
Efter den aktiva karriären var Edwards manager för Leeds säsongen 1947–1948. Som manager jobbade han med att förbättra truppen, dock utan att lyckas. Laget kämpade i den nedre halvan av division 2 men undvek nedflyttning genom att säkra en 18:e plats vid säsongens slut. Trots hans framgångar som spelare lyckades han inte lika bra som manager utan han fick ge plats för major Frank Buckley i maj 1948.